# Ahalkalaki
Akhalkalaki (în georgiană ახალქალაქი) este un oraș în Georgia.